# Liste der Municipios in Tlaxcala
Der mexikanische Bundesstaat Tlaxcala ist in 60 Verwaltungsbezirke (Municipios) unterteilt. Die Verwaltungsbezirke werden aus 1.175 Ortschaften (span. Localidades) (davon 136 urbane = städtische) gebildet. Zu den ländlichen Gemeinden (Pueblos) zählen ebenso Farmen (Ranchos, Haziendas) und andere alleinstehende Gebäude (Mühlen, Poststationen, Tankstellen usw.). Die Zahl der Ortschaften variiert in den letzten Jahren (2000: 1.245; 2010: 1.294.). Seit 2007 werden die Municipios in sechs sozioökonomischen Regionen zusammengefasst: Norte, Oriente, Poniente, Centro-Norte, Centro-Sur und Sur.

Lage des Bundesstaates Tlaxcala

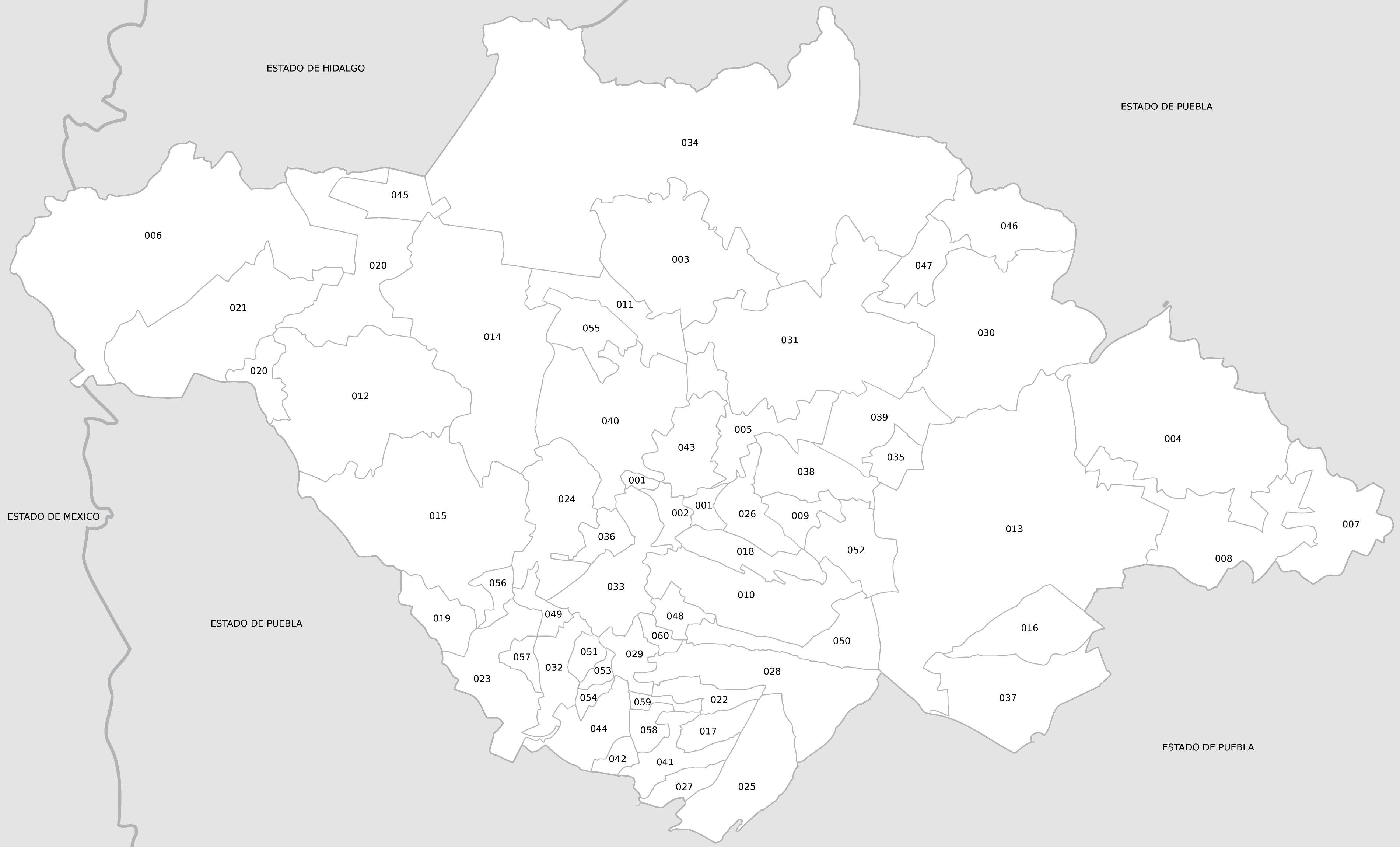
Lage der Municipios des Bundesstaates Tlaxcala

| Schlüs- sel           | Municipio                               | Verwaltungssitz (Cabecera Municipal) | PEOT- Region | Fläche [km²] | Einwohnerzahl | Einwohnerzahl | Einwohnerzahl | Bevöl- kerungs- dichte [Ew. pro km²] | Anzahl der Orte (Localidades) |
| Schlüs- sel           | Municipio                               | Verwaltungssitz (Cabecera Municipal) | PEOT- Region | Fläche [km²] | 2000          | 2010          | 2020          | Bevöl- kerungs- dichte [Ew. pro km²] | Anzahl der Orte (Localidades) |
| --------------------- | --------------------------------------- | ------------------------------------ | ------------ | ------------ | ------------- | ------------- | ------------- | ------------------------------------ | ----------------------------- |
| 001                   | Amaxac de Guerrero                      | Amaxac de Guerrero                   | V            | 11,17        | 7.679         | 9.875         | 11.403        | 1020,9                               | 4                             |
| 002                   | Apetatitlán de Antonio Carvajal         | Apetatitlán                          | V            | 11,62        | 11.795        | 13.361        | 16.003        | 1377,2                               | 6                             |
| 003                   | Atlangatepec                            | Atlangatepec                         | I            | 108,16       | 5.449         | 6.018         | 7.087         | 65,5                                 | 70                            |
| 004                   | Altzayanca                              | Altzayanca                           | II           | 189,82       | 13.122        | 15.935        | 18.111        | 95,4                                 | 42                            |
| 005                   | Apizaco                                 | Ciudad de Apizaco                    | IV           | 43,65        | 67.675        | 76.492        | 80.725        | 1.849,4                              | 22                            |
| 006                   | Calpulalpan                             | Calpulalpan                          | III          | 253,95       | 37.169        | 44.807        | 51.172        | 201,5                                | 75                            |
| 007                   | El Carmen Tequexquitla                  | Villa de El Carmen Tequexquitla      | II           | 58,43        | 12.412        | 15.368        | 17.332        | 296,6                                | 6                             |
| 008                   | Cuapiaxtla                              | Cuapiaxtla                           | II           | 82,63        | 10.964        | 13.671        | 16.222        | 196,3                                | 28                            |
| 009                   | Cuaxomulco                              | Cuaxomulco                           | IV           | 16,67        | 4.255         | 5.066         | 5.9.28        | 355,6                                | 4                             |
| 010                   | Chiautempan                             | Santa Ana Chiautempan                | V            | 77,22        | 57.512        | 66.149        | 73.215        | 948,1                                | 15                            |
| 011                   | Muñoz de Domingo Arenas                 | Muñoz                                | IV           | 36,38        | 4080          | 4.285         | 4.755         | 130,7                                | 13                            |
| 012                   | Españita                                | Españita                             | III          | 139,69       | 7.215         | 8.399         | 9.416         | 67,4                                 | 22                            |
| 013                   | Huamantla                               | Huamantla                            | II           | 348,8        | 66.561        | 84.979        | 98.764        | 283,2                                | 96                            |
| 014                   | Hueyotlipan                             | Hueyotlipan                          | III          | 175,99       | 12.664        | 13.879        | 15.190        | 86,3                                 | 23                            |
| 015                   | Ixtacuixtla de Mariano Matamoros        | Villa Mariano Matamoros              | V            | 161,49       | 30.301        | 35.162        | 38.970        | 241,3                                | 53                            |
| 016                   | Ixtenco                                 | Ixtenco                              | II           | 44,40        | 5.840         | 6.791         | 7.504         | 169,0                                | 9                             |
| 017                   | Mazatecochco de José María Morelos      | Mazatecochco                         | VI           | 14,64        | 8.357         | 9.740         | 11.592        | 791,8                                | 4                             |
| 018                   | Contla de Juan Cuamatzi                 | Contla                               | V            | 26,15        | 28.842        | 35.084        | 38.579        | 1.475,3                              | 8                             |
| 019                   | Tepetitla de Lardizábal                 | Tepetitla                            | VI           | 23,11        | 14.313        | 18.725        | 22.274        | 963,8                                | 5                             |
| 020                   | Sanctórum de Lázaro Cárdenas            | Sanctórum                            | III          | 99,24        | 6.937         | 8.474         | 9.432         | 95,0                                 | 19                            |
| 021                   | Nanacamilpa de Mariano Arista           | Ciudad de Nanacamilpa                | III          | 108,23       | 14.605        | 16.640        | 18.686        | 172,7                                | 37                            |
| 022                   | Acuamanala de Miguel Hidalgo            | Acuamanala                           | VI           | 14,99        | 4.357         | 5.711         | 6.432         | 429,1                                | 4                             |
| 023                   | Natívitas                               | Natívitas                            | VI           | 52,50        | 21.020        | 23.621        | 26.309        | 501,1                                | 32                            |
| 024                   | Panotla                                 | Panotla                              | V            | 60,95        | 23.391        | 25.128        | 28.357        | 465,3                                | 19                            |
| 025                   | San Pablo del Monte                     | Villa Vicente Guerrero               | VI           | 59,65        | 54.387        | 69.615        | 82.688        | 1.386,2                              | 21                            |
| 026                   | Santa Cruz Tlaxcala                     | Santa Cruz Tlaxcala                  | V            | 25,89        | 12.824        | 17.968        | 24.116        | 931,5                                | 10                            |
| 027                   | Tenancingo                              | Tenancingo                           | VI           | 12,52        | 10.142        | 11.763        | 12.974        | 1.036,3                              | 4                             |
| 028                   | Teolocholco                             | Teolocholco                          | VI           | 76,64        | 17.067        | 21.671        | 25.257        | 329,6                                | 20                            |
| 029                   | Tepeyanco                               | Tepeyanco                            | VI           | 16,38        | 9.006         | 11.048        | 13.328        | 813,7                                | 12                            |
| 030                   | Terrenate                               | Terrenate                            | II           | 154,67       | 11.226        | 13.775        | 15.475        | 100,1                                | 47                            |
| 031                   | Tetla de la Solidaridad                 | Tetla                                | IV           | 169,81       | 21.753        | 28.760        | 35.284        | 207,8                                | 56                            |
| 032                   | Tetlatlahuca                            | Tetlatlahuca                         | VI           | 26,14        | 10.803        | 12.410        | 13.561        | 518,8                                | 15                            |
| 033                   | Tlaxcala                                | Tlaxcala de Xicohténcatl             | V            | 51,98        | 73.230        | 89.795        | 99.896        | 1.921,8                              | 16                            |
| 034                   | Tlaxco                                  | Tlaxco                               | I            | 574,7        | 33.893        | 39.939        | 45.438        | 79,1                                 | 149                           |
| 035                   | Tocatlán                                | Tocatlán                             | I            | 14,25        | 4.735         | 5.589         | 6.294         | 441,7                                | 4                             |
| 036                   | Totolac                                 | San Juan Totolac                     | V            | 13,81        | 16.682        | 20.625        | 22.529        | 1.631,4                              | 10                            |
| 037                   | Ziltlaltépec de Trinidad Sánchez Santos | Ziltlaltepec                         | II           | 77,09        | 7.959         | 8.224         | 9.207         | 119,4                                | 9                             |
| 038                   | Tzompantepec                            | Tzompantepec                         | IV           | 38,40        | 9.294         | 14.611        | 18.006        | 468,9                                | 12                            |
| 039                   | Xaloztoc                                | Xaloztoc                             | IV           | 41,51        | 16.857        | 21.769        | 25.607        | 616,9                                | 21                            |
| 040                   | Xaltocan                                | Xaltocan                             | IV           | 102,81       | 7.418         | 9.777         | 10.601        | 103,1                                | 25                            |
| 041                   | Papalotla de Xicohténcatl               | Papalotla                            | VI           | 23,25        | 22.288        | 26.997        | 33.499        | 1.440,8                              | 8                             |
| 042                   | Xicohtzinco                             | Xicohtzinco                          | VI           | 7,32         | 10.226        | 12.255        | 14.197        | 1.939,5                              | 1                             |
| 043                   | Yauhquemehcan                           | San Dionisio Yauhquemehcan           | IV           | 37,39        | 21.555        | 33.081        | 42.242        | 1.129,8                              | 20                            |
| 044                   | Zacatelco                               | Zacatelco                            | VI           | 29,50        | 31.915        | 38.654        | 45.717        | 1.549,7                              | 4                             |
| 045                   | Benito Juárez                           | Benito Juárez                        | III          | 25,61        | 4.729         | 5.687         | 6.211         | 242,5                                | 6                             |
| 046                   | Emiliano Zapata                         | Emiliano Zapata                      | I            | 50,09        | 3.391         | 4.146         | 4.951         | 98,8                                 | 25                            |
| 047                   | Lázaro Cárdenas                         | Lázaro Cárdenas                      | I            | 25,44        | 2.347         | 2.769         | 3.534         | 138,9                                | 7                             |
| 048                   | La Magdalena Tlaltelulco                | La Magdalena Tlaltelulco             | V            | 11,82        | 13.697        | 16.834        | 19.036        | 1.610,5                              | 1                             |
| 049                   | San Damián Texóloc                      | San Damián Texoloc                   | V            | 10,21        | 4.360         | 5.064         | 5.884         | 576,3                                | 3                             |
| 050                   | San Francisco Tetlanohcan               | San Francisco Tetlanohcan            | V            | 39,51        | 9.081         | 9.880         | 11.761        | 297,7                                | 4                             |
| 051                   | San Jerónimo Zacualpan                  | San Jerónimo Zacualpan               | VI           | 7,79         | 3.234         | 3.581         | 4.092         | 525,3                                | 3                             |
| 052                   | San José Teacalco                       | San José Teacalco                    | IV           | 35,99        | 4.587         | 5.660         | 6.436         | 178,8                                | 14                            |
| 053                   | San Juan Huactzinco                     | San Juan Huactzinco                  | VI           | 4,56         | 5.547         | 6.821         | 7.688         | 1.686,0                              | 2                             |
| 054                   | San Lorenzo Axocomanitla                | San Lorenzo Axocomanitla             | VI           | 4,50         | 4.368         | 5.045         | 5.689         | 1.264,2                              | 2                             |
| 055                   | San Lucas Tecopilco                     | San Lucas Tecopilco                  | IV           | 28,80        | 2.939         | 2.833         | 3.077         | 106,8                                | 15                            |
| 056                   | Santa Ana Nopalucan                     | Santa Ana Nopalucan                  | V            | 9,20         | 5.851         | 6.857         | 7.952         | 864,3                                | 2                             |
| 057                   | Santa Apolonia Teacalco                 | Santa Apolonia Teacalco              | VI           | 7,97         | 3.676         | 4.349         | 4.636         | 581,7                                | 3                             |
| 058                   | Santa Catarina Ayometla                 | Santa Catarina Ayometla              | VI           | 10,09        | 6.997         | 7.992         | 9.463         | 937,9                                | 2                             |
| 059                   | Santa Cruz Quilehtla                    | Santa Cruz Quilehtla                 | VI           | 5,44         | 4.883         | 6.296         | 7.750         | 1.424,6                              | 5                             |
| 060                   | Santa Isabel Xiloxoxtla                 | Santa Isabel Xiloxoxtla              | V            | 6,04         | 3.184         | 4.436         | 5443          | 901,2                                | 1                             |
| 29 Estado de Tlaxcala | 29 Estado de Tlaxcala                   | Tlaxcala                             |              | 003.996,63   | 00962.646     | 001.169.936   | 001.342.977   | 336,0                                | 1.175                         |

## Regionen
Seit dem Jahr 2007 wird Tlaxcala auf der Grundlage des Programms PEOT in sechs sozialökonomische Regionen eingeteilt.

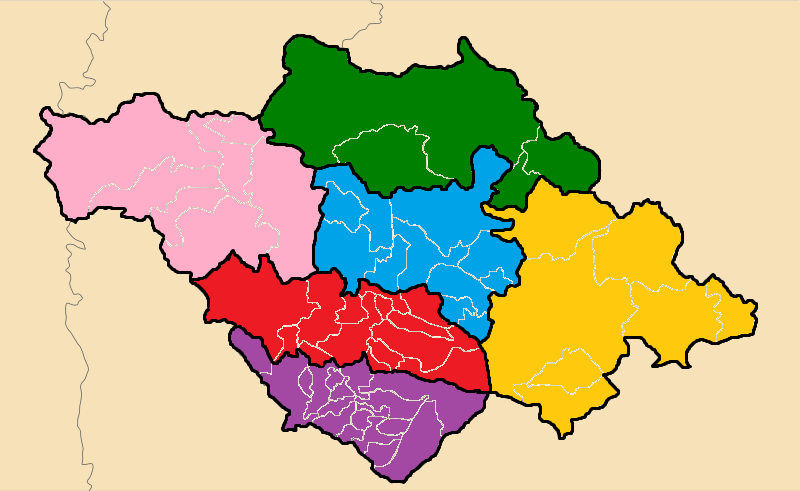
Regionen im Bundesstaat Tlaxcala

| I Norte      | IV Centro Norte (Centronorte) |
| II Oriente   | V Centro Sur (Centrosur)      |
| III Poniente | VI Sur                        |

| Name der R e g i ó n | Fläche   | Fläche       | Einwohner   | Einwohner    | Bevöl- kerungs- dichte | Municipios | Municipios    | Localidades | Localidades   |
| Name der R e g i ó n | km²      | anteilig [%] | Zensus 2020 | anteilig [%] | Bevöl- kerungs- dichte | Anzahl     | Ø Einwohner 1 | Anzahl      | Ø Einwohner 2 |
| -------------------- | -------- | ------------ | ----------- | ------------ | ---------------------- | ---------- | ------------- | ----------- | ------------- |
| I Norte              | 758,39   | 18,98        | 61.010      | 4,54         | 80,4                   | 4          | 15.253        | 251         | 24300         |
| \|\| Oriente         | 955,84   | 23,92        | 182.615     | 13,60        | 191,1                  | 7          | 26.088        | 237         | 77100         |
| \|\|\| Poniente      | 802,71   | 20,08        | 110.107     | 8,20         | 137,2                  | 6          | 18.351        | 182         | 60500         |
| IV Centro Norte000   | 565,66   | 14,15        | 238.955     | 17,79        | 422,4                  | 11         | 21.723        | 206         | 1.16000       |
| V Centro Sur         | 517,06   | 12,94        | 403.144     | 30,02        | 779,7                  | 14         | 28.796        | 152         | 2.65200       |
| VI Sur               | 396,99   | 9,93         | 347.146     | 25,85        | 874,4                  | 18         | 19.286        | 147         | 2.36200       |
| SUMME                | 3.996,65 |              | 1.342.977   |              | 336,0                  | 60         | 22.383        | 1.175       | 1.14300       |